# Kaskaardespin
De kaskaardespin (Uloborus plumipes) is een spinnensoort uit de familie wielwebkaardespinnen.
Het vrouwtje wordt 3,5 tot 5 mm groot en het mannetje wordt 2,5 tot 4 mm groot. Het is eigenlijk een tropische soort die rond 1900 werd ingevoerd in het Middellandse Zeegebied. Vanaf daar verspreidde de spin zich.
In tegenstelling tot bij de meeste spinnen, zitten er geen gifklieren in de kop van deze soort. Wel zit er gif in de middendarm. De kaskaardespin verlamt zijn prooien dan ook niet door ze te bijten, maar windt ze eerst in zijde om ze vervolgens met braaksel te bevochtigen. De gifstoffen die uit de darm komen, verlammen de prooi.